# Acraea pseudegina
Acraea pseudegina är en fjärilsart som beskrevs av John Obadiah Westwood 1852. Acraea pseudegina ingår i släktet Acraea och familjen praktfjärilar. Inga underarter finns listade i Catalogue of Life.

## Bildgalleri

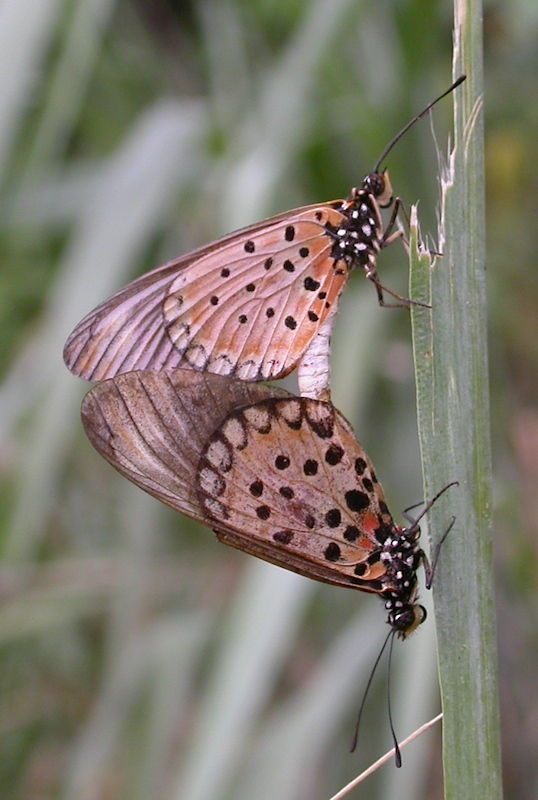